# Квинт Минуций Руф
Квинт Мину́ций Руф (лат. Quintus Minucius Rufus; умер после 183 года до н. э.) — римский военачальник и политический деятель из плебейского рода Минуциев Руфов, консул 197 года до н. э.

## Происхождение
Квинт Минуций принадлежал к плебейскому роду, возвысившемуся до консулата в 305 году до н. э. Согласно Капитолийским фастам, отец и дед Квинта Минуция носили преномен Гай соответственно.

## Биография
Предположительно первое упоминание о Квинте Минуции Руфе в источниках относится к 212 году до н. э. Исследователи отождествляют с Руфом упомянутого у Ливия легата Квинта Минуция, который под началом Аппия Клавдия Пульхра участвовал в осаде Капуи.
В 201 году до н. э. Квинт Минуций занимал должность плебейского эдила. Вместе с коллегой Луцием Апустием Фуллоном он трижды повторил Плебейские игры и организовал обед в честь Юпитера. Уже в следующем году он стал претором и получил в качестве провинции Бруттий; известно, что Руф расследовал ограбление храма Прозерпины в Локрах и что его полномочия были продлены на 199 год до н. э., чтобы он смог довести дело до конца.
В 197 году до н. э. Квинт Минуций стал консулом совместно с патрицием Гаем Корнелием Цетегом. Коллеги хотели бросать жребий, чтобы определить, чьей провинцией станет Италия, а чьей — Македония, где к тому моменту уже три года шла война с царём Филиппом, но тут свой протест заявили народные трибуны. Последние считали, что частая смена командования вредна во время больших войн, а потому лучше продлить полномочия на Балканах Тита Квинкция Фламинина, оставив обоих консулов в Италии. Руф и Цетег согласились передать дело на рассмотрение сената, а тот поддержал трибунов.
Весной 197 года до н. э. консулы двинулись на север Италии. Квинт Минуций отправился усмирять лигуров, в то время как Гай Корнелий начал боевые действия против галлов. Руф принудил к сдаче 15 городов с населением в общей сложности 20 тысяч человек, а затем вторгся в земли бойев; в результате воины этого племени оставили объединённую галльскую армию, и Цетег разбил её в большой битве. Квинт Минуций же «обошёл все пределы бойев, сея кругом разорение», и подчинил без боя лигурийское племя ильватов. По возвращении в Рим консулы потребовали совместного триумфа, но сенаторы, признав военные заслуги Цетега, отказались давать триумф Руфу, ссылаясь на незначительность его успехов и потери, понесённые его армией в Галлии. Тогда Квинт Минуций отпраздновал свой триумф на Альбанской горе без разрешения сената.
В 189 году до н. э. Квинт Минуций стал одним из децемвиров, назначенных сенатом для оформления границ в Азии после Сирийской войны. Совместно с проконсулом Гнеем Манлием Вульсоном децемвиры заключили с представителями Антиоха III мир в Апамее, по которому царь был обязан вывести войска из Малой Азии, уничтожить почти весь флот, передать Риму всех боевых слонов и выплатить огромную контрибуцию. В 186 году до н. э. Руф был членом сенатской комиссии, расследовавшей деятельность приверженцев культа Вакха; он подписал наряду с другими консулярами решение о запрете этого культа в Риме и по всей Италии.
В 183 году до н. э. некто Квинт Минуций (Ливий не называет когномен) был в числе послов, направленных к галлам, чтобы предотвратить их вторжение во владения Рима. Историки идентифицируют этого нобиля с консулом 197 года до н. э. Такого единодушия нет в отношении Квинта Минуция, который в 174 году до н. э. с эскадрой из 10 кораблей попытался прекратить междоусобицы на острове Крит: это мог быть и какой-либо сородич Руфа.